# Ilava
Ilava es la capital del distrito de Ilava en la región de Trenčín, Eslovaquia, con una población estimada a final del año 2024 de 5522 habitantes.
Se encuentra ubicada al norte de la región, cerca del río Váh (cuenca hidrográfica del río Danubio) y de la frontera con la República Checa.

## Demografía
| Año        | 1994 | 2004    | 2014    | 2024    |
| ---------- | ---- | ------- | ------- | ------- |
| Población  | 5472 | 5451    | 5479    | 5522    |
| Diferencia |      | −0,38 % | +0,51 % | +0,78 % |

| Año        | 2023 | 2024    |
| ---------- | ---- | ------- |
| Población  | 5558 | 5522    |
| Diferencia |      | −0,64 % |